# Calihualá
Calihualá là một đô thị thuộc bang Oaxaca, México. Năm 2005, dân số của đô thị này là 1057 người.